# Arthur Jones (muzikant)
Arthur Jones (Cleveland, 1940 – New York, 1998) was een Amerikaanse jazzsaxofonist van de freejazz.

## Biografie
Jones werkte eerst meerdere jaren in een rock-'n-roll-band. Nadat hij de muziek van Ornette Coleman en Eric Dolphy had ontdekt, trad hij in verschijning in het New Yorkse circuit, waar hij speelde in de band van Frank Wright en hij ook betrokken was bij diens album Your Prayer (1967). Verder werkte hij met Jacques Coursil. In 1968 werd hij lid van Sunny Murrays Acoustical Swing Unit, waarmee hij ook in 1969 naar Parijs ging. Daar nam hij twee albums op als leader. Aan de opname van Africanasia werkten de meeste muzikanten mee van het Art Ensemble of Chicago. Verder was hij betrokken bij talrijke verdere opnamen voor BYG Actuel, zoals van Coursil, Archie Shepp, Sunny Murray en Burton Greene.

## Overlijden
Arthur Jones overleed in 1998 op 58-jarige leeftijd.

## Discografie
- 1969: Scorpio (BYG Actuel),  met Beb Guérin und Claude Delcloo
- 1969: Dave Burrell: Echo (BYG Actuel)
- 1969: Clifford Thornton Ketchaoua (BYG Actuel)
- 1970: Africanasia (BYG Actuel) met Joseph Jarman, Roscoe Mitchell, Clifford Thornton, Malachi Favors, Earl Freeman, Claude Delcloo